# Marko Kristal
Marko Kristal (* 2. Juni 1973 in Tallinn) ist ein ehemaliger estnischer Fußballspieler, und aktueller -trainer. Er spielte im Mittelfeld und war langjähriges Mitglied der estnischen Nationalmannschaft.

## Karriere
Die meiste Zeit seiner Karriere spielte Kristal in seiner Heimat bei Flora Tallinn. Lediglich von Juli 1999 bis Dezember 2000 spielte er in Schweden bei IF Elfsborg und in Finnland beim FC Lahti.
Mit Tallinn wurde er insgesamt sechsmal Estnischer Meister, außerdem gewann er zweimal den Pokal und viermal den Supercup. Er erlebte somit sämtliche Titelgewinne mit, die Flora Tallinn seit der Gründung der Meistriliiga feierte. Seine Karriere als Profi beendete er 2004, war aber von 2005 bis 2011 noch als Amateurspieler beim FC Toompea aktiv und stieg mit der Mannschaft während dieser Zeit unter anderem von der Sechstklassigkeit bis in die vierthöchste Spielstufe des Landes auf.
In der estnischen Nationalmannschaft spielte Kristal von 1992 bis 2005, wobei er 143 Partien bestritt und damit nach Martin Reim (156) die zweitmeisten Einsätze für Estland aufweisen kann. Kristal war am Ende seiner Karriere der Spieler mit den weltweit zweitmeisten Länderspielen, hinter Reim, der nie an einer Weltmeisterschaft teilnahm. 
Von 2012 bis 2015 war er Trainer des FC Levadia Tallinn in der estnischen Meistriliiga mit dem der zweimal Meister wurde.